# Calophyllum macrophyllum
Calophyllum macrophyllum là một loài thực vật có hoa thuộc họ Clusiaceae.
Loài này chỉ có ở Indonesia.